# Link (愛美の曲)
「Link」（リンク）は、 愛美の3枚目のシングル。2012年7月18日にポニーキャニオンから発売された。

## 概要
前作「LIVE for LIFE 〜狼たちの夜〜」から約8ヶ月ぶりのリリースとなる2012年1作目のシングル。表題曲「Link」は、テレビアニメ『織田信奈の野望』のオープニングテーマに起用された。ディスクジャケットには甲冑にマントを羽織った信奈が描かれている。なお表題曲とカップリングのレコーディングは、「気持ちを込めて、ライブ感覚で臨んだ。」ことを明かしている。

## チャート成績
2012年7月30日付のオリコン週間シングルチャートで36位を獲得。推定売上枚数は2076枚を記録し、前作から547枚減少した。なお7月20日付のオリコンデイリーチャートでは最高位の26位を獲得した。
2012年8月20日付のBillboard JAPAN Hot Singles Salesで43位、Billboard JAPAN Hot Animationで15位、2012年7月28日放送分のCOUNT DOWN TV内のThis Week's TOP 100で68位を獲得した。

## 収録曲
1. Link [3:49]
作詞：深青結希、作曲：若林充、編曲：草野よしひろ
テレビアニメ『織田信奈の野望』オープニングテーマ
愛美曰く「熱くてかっこいい曲」で、歌う際も真面目を意識してという。また、Bメロの「嘘をつきたくない」およびサビは信奈とリンクする部分があると語っている[1]。
なお、上記のテレビアニメ「織田信奈の野望」のOPで使用されている曲のバージョンは曲の始まり部分のメロディーがCD版とは若干異なる。
2. 夢 [3:55]
作詞：瀬名恵、作曲：須藤直也、編曲：HΛL
「自身の夢に向かって歌った曲」で、レコーディング時は汗だくであったという[1]。2023年にスパイキーより導入されたパチスロ「S 織田信奈の野望 全国版」にて同曲が搭載楽曲として実装された[2]。
3. Link（Instrumental）
4. 夢（Instrumental）

## 収録アルバム
| 曲名 | 収録アルバム                                        | 発売日        |
| ---- | --------------------------------------------------- | ------------- |
| Link | 『TVアニメ『織田信奈の野望』ベストアルバム 歌姫集』 | 2013年4月20日 |
| Link | 『Love』                                            | 2013年11月6日 |